# Étormay
Étormay település Franciaországban, Côte-d’Or megyében. Lakosainak száma 66 fő (2022. január 1.). Étormay Chaume-lès-Baigneux, La Villeneuve-les-Convers, Baigneux-les-Juifs, Bussy-le-Grand, Jours-lès-Baigneux és Lucenay-le-Duc községekkel határos.

## Népesség
A település népességének változása:
| Lakosok száma | 70   | 75   | 53   | 60   | 80   | 70   | 67   | 68   | 68   | 66   |
|               | 1968 | 1982 | 1990 | 2006 | 2013 | 2015 | 2017 | 2019 | 2020 | 2022 |